# Chrysler Highlander
Der Chrysler Highlander war ein vom US-amerikanischen Automobilhersteller Chrysler von 1940 bis 1941 angebotenes PKW-Modell mit Sechs- und Achtzylindermotoren.
Der Highlander war die höchste Ausstattungsvariante der Sechszylindermodelle, die ebenfalls als Royal und Windsor angeboten wurden. Bei den Achtzylindermodellen nahm er eine mittlere Position (zwischen Saratoga und New Yorker) ein. 

## Von Jahr zu Jahr

### Serie C25 (1940)
Neben den Modellen Royal und Windsor, die schon seit 1933, bzw. 1939, anboten wurden, wurden, gab es in diesem Modelljahr zusätzlich den Highlander als höchste Ausstattungsvariante. Auch er hatte den seitengesteuerten Sechszylinder-Reihenmotor mit 3.957 cm³ Hubraum, der wahlweise 108 bhp (79 kW) oder 112 bhp (82 kW) bei 3.600/min abgab. Anders als seine Schwestermodelle war der Highlander aber nur auf dem kurzen Fahrgestell mit 3.111 mm Radstand erhältlich. Daher gab es nur Aufbauten mit 6 Sitzplätzen, und zwar ein Coupé, ein Cabriolet und eine 4-türige Limousine. Die Scheinwerfer waren in die vorderen Kotflügel integriert und der Kühlergrill bestand aus neun horizontalen Chromstäben dazwischen. Die geteilte Windschutzscheibe war nach hinten geneigt und besaß eine leichte V-Form. Der Highlander hatte als Spitzenmodell der Serie spezielle Leder- oder luxuriöse Stoffausstattung.
Zusammen mit den entsprechenden Ausführungen seiner Schwestermodelle entstanden 1940 von Sechszylinder-Highlander 35.067 Exemplare. Eine Aufschlüsselung nach Modellen ist nicht erhältlich.

### Serie C26 (1940)
Der Achtzylinder-Highlander teilte das auf 3.264 mm verlängerte Chassis und die erstarkten Achtzylinder-Reihenmotoren mit 5.301 cm³ Hubraum und 135 bhp (99 kW) oder 143 bhp (105 kW) mit den Modellen Saratoga, Traveller und New Yorker. Der Traveller war die günstigste Ausstattungsvariante, dann kam der Saratoga, der Highlander und als Spitzenmodell schließlich der New Yorker, von dem der Highlander abgeleitet war. Wie vom dekorativ ähnlichen Sechszylindermodell gab es drei Aufbauten mit jeweils 6 Sitzplätzen.
Insgesamt entstanden von allen vier Modellreihen in diesem Jahr 17.600 Stück.

### Serie C28 (1941)
1941 war auch der Highlander, wie vorher schon der Royal und der Windsor, auf Fahrgestellen mit zwei unterschiedlichen Radständen erhältlich: 3.086 mm und 3.543 mm. Neben den drei Aufbauarten des Vorjahres gab es zusätzlich ein Coupé mit drei Sitzplätzen, eine zweitürige Limousine und eine viertürige Stadtlimousine (mit Trennscheibe zum Fahrer) auf dem kurzen Fahrgestell. Das Fahrgestell mit dem langen Radstand war als 8-sitzige Limousine oder 8-sitzige Pullman-Limousine erhältlich. Das Styling entsprach dem des Vorjahres, wobei die Aufbauten aber etwas breiter und länger, dafür aber flacher waren. Der Kühlergrill hatte nur noch fünf horizontale Chromstäbe.
Zusammen mit dem Windsor wurden in diesem Jahr 57.034 Exemplare gefertigt. Wie viele davon Highlander waren, ist nicht bekannt.

### Serie C30 (1941)
Wie der New Yorker und der Saratoga wurde auch der Achtzylinder-Highlander auf dem auf 3.239 mm Radstand verkürzten Chassis ausgeliefert. Der unverändert 5.301 cm³ große Motor leistete serienmäßig 137 bhp (101 kW) und in der auf Wunsch erhältlichen, höher verdichteten Variante 140 bhp (103 kW). Alle Aufbauten des Sechszylinder-Highlanders auf dem kurzen Chassis standen auch für den Achtzylinder zur Verfügung.
Von allen nunmehr drei Modellreihen (der Traveller war 1940 eingestellt worden) entstanden 1941 insgesamt 24.301 Exemplare. Auch hier gibt es keine Aufteilung nach Modellreihen.
Im Modelljahr 1942 wurden nur noch die Modellreihen Royal, Windsor, Saratoga und New Yorker angeboten. Der Highlander fiel ersatzlos aus dem Programm.